# Durex

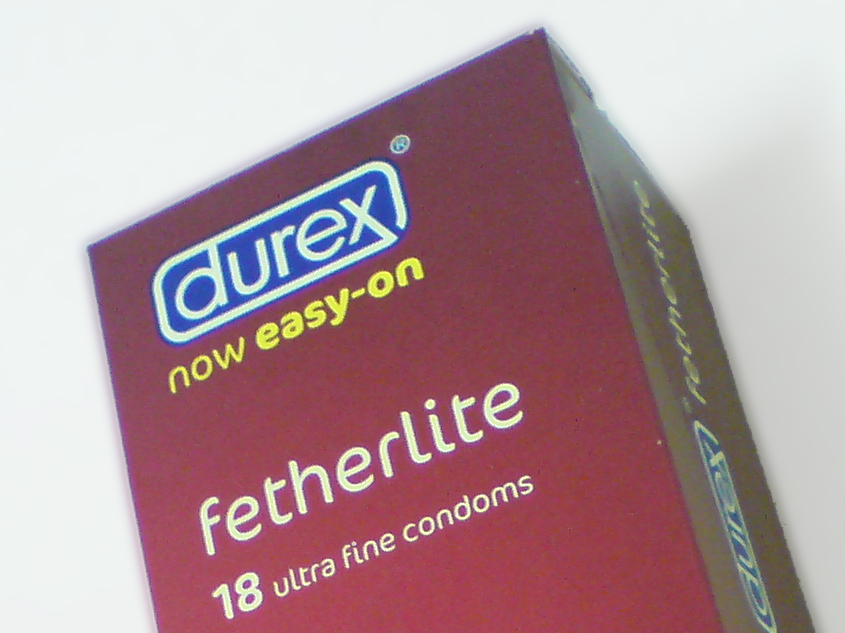

Durex is een van de grootste condoomfabrikanten ter wereld. Durex komt uit Londen. Het bedrijf levert allerlei soorten condooms en heeft ook een eigen "sextoys"-lijn. Durex staat voor "Durability, Reliability, and Excellence", wat betekent Duurzaamheid, betrouwbaarheid en uitmuntendheid. Het Nederlandse kantoor van moederbedrijf SSL Healthcare is gevestigd in 's-Hertogenbosch.
Durex voert in heel Europa ook regelmatig enquêtes uit op het gebied van seksualiteit.